# Wolfram SystemModeler
O Wolfram System Modeler desenvolvido pelo Wolfram MathCore, é uma plataforma para engenharia, modelagem e simulação das ciências da vida, baseada na linguagem Modelica. Oferece um ambiente interativo de modelagem e simulação gráfica e um conjunto personalizável de bibliotecas de componentes.

## Características
A características do Wolfram System Modeler são:
- Baseado na linguagem Modelica, não proprietária, orientada a objetos e baseados em equações.
- Interface gráfica de usuário para a modelagem tipo "arrastar e soltar".
- Interface de usuário de texto para a modelagem, simulação, documentação e análise Modelica baseado em equações.
- Modelagem A-causal (baseado em componentes) e causal (baseado em blocos).
- Modelado multidomínio, incluindo:
  - Mecânica 1D e 3D
  - Sistema elétrico
  - Sistema hidráulico
  - Termodinâmica
  - Controles de engenharia
  - Biologia de sistemas
- Integrado com o Mathematica para análises e documentação de modelos e simulações.

## Interface
A interface primária do Wolfram System Modeler, Centro de Modelagem (Model Center), é um ambiente gráfico e interativo que inclui um conjunto personalizável de bibliotecas de componentes. Os modelos desenvolvidos no Centro de Modelagem podem ser simulados no Centro de Simulação (Simulation Center). O software também proporciona uma estreita ligação com o ambiente do Mathematica. Isto permite aos usuários que utilizam os softwares desenvolver, simular, documentar e analisar os modelos do Wolfram System Modeler dentro dentro dos notebooks do Mathematica. O software é útil tanto no campo da engenharia como nas ciências da vida. 

## Edições
O Wolfram System Modeler foi desenvolvido originalmente pela MathCore Engineering como MathModelica e adquirido pela Wolfram Research em 30 de março de 2011 e, posteriormente, lançado como Wolfram System Modeler em 23 de maio de 2012 melhorado com a integração do software Mathematica da Wolfram Research.

## Linguagem de Modelagem
O Wolfram System Modeler utiliza a linguagem de modelagem livre orientada a objetos Modelica. A Modelica é uma linguagem não proprietária, orientada a objetos e baseada em equações para modelar convenientemente sistemas físicos complexos, por exemplo: mecânicos, elétricos, eletrônicos, hidráulicos, térmicos, de controle, energia elétrica ou subcomponentes orientados ao processo.

## História de Lançamento
| Nome/Versão        | Data             |
| ------------------ | ---------------- |
| SystemModeler 1.0  | Março de 2011    |
| SystemModeler 3.0  | Maio de 2012     |
| SystemModeler 4.0  | Julho de 2014    |
| SystemModeler 4.1  | Março de 2015    |
| SystemModeler 4.2  | Dezembro de 2015 |
| SystemModeler 4.3  | Outubro de 2016  |
| SystemModeler 5.0  | Julho de 2017    |
| SystemModeler 5.1  | Março de 2018    |
| SystemModeler 12.0 | Abril de 2019    |
| SystemModeler 12.1 | Março de 2020    |
| SystemModeler 12.2 | Dezembro de 2020 |
| SystemModeler 12.3 | Maio de 2021     |
| SystemModeler 13.0 | Dezembro de 2021 |
| SystemModeler 13.1 | Junho de 2022    |
| SystemModeler 13.2 | Janeiro de 2023  |
| SystemModeler 13.3 | Julho de 2023    |
| SystemModeler 14.0 | Janeiro de 2024  |
| SystemModeler 14.1 | Julho de 2024    |
| SystemModeler 14.2 | Janeiro de 2025  |

## Licenças
O Wolfram System Modeler é um software proprietário protegido pelas leis de segredo comercial e copyright.